# Seymour (Adelsgeschlecht)

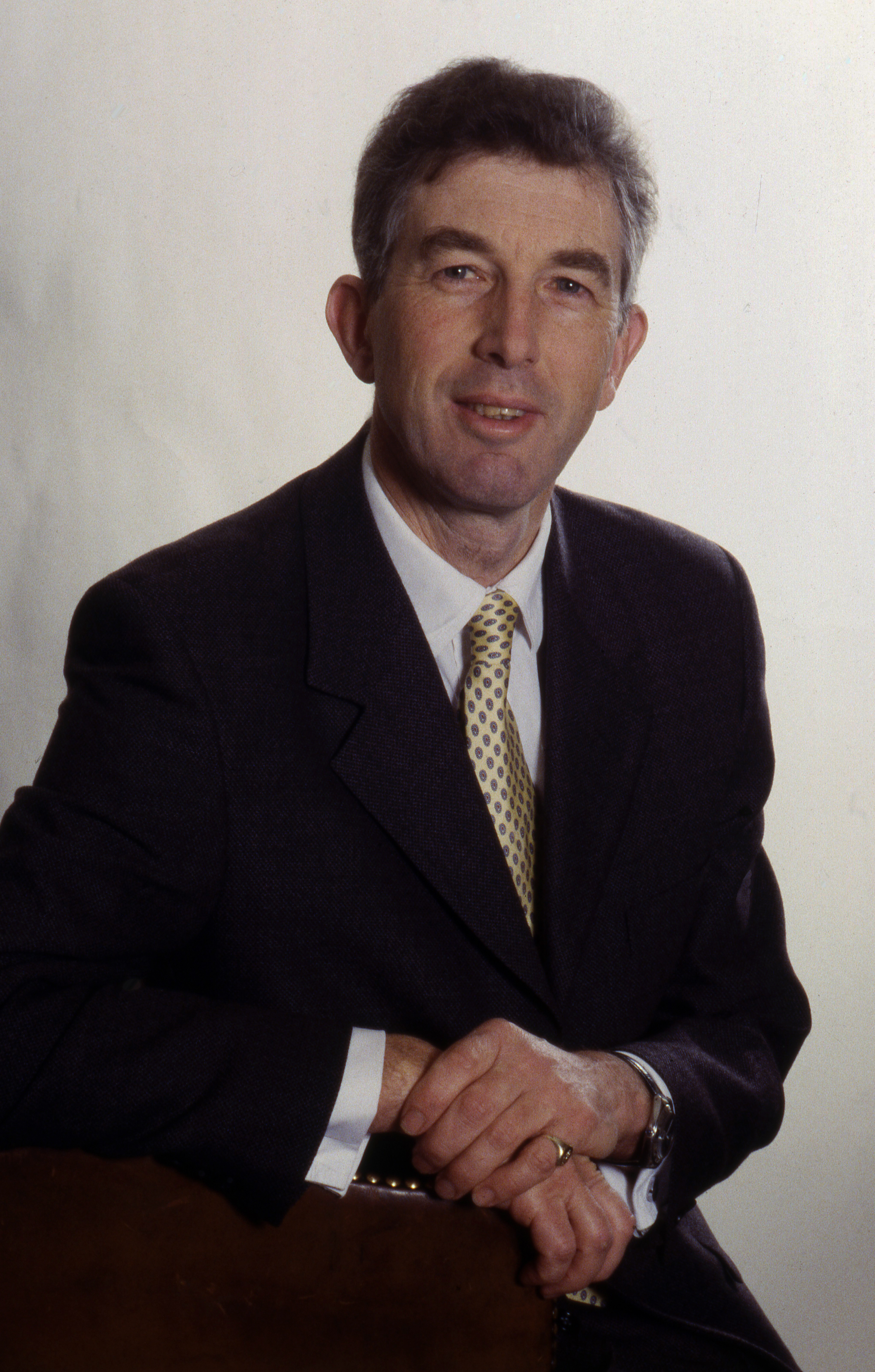
John Seymour, 19. Duke of Somerset (* 1952)

Seymour oder St. Maur ist der Name einer alten englischen Familie, deren heutiges Oberhaupt der Duke of Somerset ist. Sie war im 13. Jahrhundert in Monmouthshire ansässig und deren Mitglieder hatten im Laufe der Geschichte verschiedene Adelstitel inne. Die englische Politik und Geschichte bestimmten sie entscheidend mit. Die ursprüngliche Form des Namens, die die Dukes 1863 auch zeitweise wieder annahmen, war St. Maur. Lt. Camden soll Seymour eine spätere anglisierende Vereinfachung sein.

## Die mittelalterlichen Seymour

Stammwappen der Familie Seymour

Wappen des Dukes of Somerset aus dem Hause Seymour

Der erste erwähnte Vorfahr war ein Wido St. Maur, dessen Name sich von St. Maur sur Loire in Tourraine ableitet. Er gehörte zu den Weggefährten von Wilhelm, dem Eroberer, die ihn zur Schlacht von Hastings begleiteten. Im Jahre 1240 half Gilbert Marshal, 4. Earl of Pembroke, einem gewissen William St. Maur, den Walisern einen Ort namens Woundy, bei Caldecot in Monmouthshire, abzuringen. Woundy und Penhow werden gegen Ende des 13. Jahrhunderts als Eigentum des Sir Richard St. Maur genannt, gingen der Familie aber durch Heirat von Sir Richards Ururenkelin, des einzigen Kindes John St. Maurs, der 1359 starb, verloren. John St. Maurs jüngerer Bruder Roger heiratete Cecelia, Tochter und Miterbin des John Beauchamp of Hache, Baron Beauchamp de Somerset († 1361), die den größten Teil der ausgedehnten Ländereien ihres Vaters in Somersetshire, Devonshire, Buckinghamshire und Suffolk mit in die Ehe brachte. Im 15. Jahrhundert siedelten die Seymours bereits in Wiltshire, da der älteste Sohn aus dieser Verbindung Sir William St. Maur, oder Seymour, was als Namensform seitdem in Gebrauch kam und der zum Gefolge Edward of Woodstocks, des „Schwarzen Prinzen“, gehörte, vor seiner Mutter starb und dem Sohn, Roger (* um 1370) die Ländereien vererbte. Dessen Frau Maud(e), der Tochter von Sir William Esturmi of Wolf Hall, brachte Wiltshire ein.
Während der nächsten drei, vier Generationen wuchsen der Reichtum und die Bedeutung der Seymours in den westlichen Grafschaften bis zur Übernahme der Regierung durch das Haus Tudor mit Heinrich VII. und Heinrich VIII. noch an.

## Die Seymours zur Tudor-Zeit
Sir John Seymour (1473/74-1536) of Wolf Hall spielte eine bedeutende Rolle in der englischen Politik und diente sowohl Heinrich VII und Heinrich VIII. Er nahm an der Niederschlagung des Aufstandes in Cornwall 1497 teil und folgte König Heinrich auf dem Field of the Cloth of Gold und 1522 beim Besuch Kaiser Karls V. in England.
Sein politisch bedeutendster Sohn war Edward Seymour, I. Duke of Somerset, der letztlich die Position eines Lordprotector von England erlangte, allerdings auch während der Unmündigkeit Edwards VI. des Schwerverbrechertums der Felonie überführt und letztlich 1552 hingerichtet wurde. Er setzte sich für die Belange der Protestanten ein. Sir Johns dritter Sohn war Thomas Seymour, 1. Baron Seymour of Sudeley, der Heinrichs VIII. Witwe Catherine Parr heiratete. Er wurde bereits 1549 hingerichtet. Seine älteste Tochter Jane wurde die Ehefrau Heinrichs VIII. und Mutter Edwards VI. Sie blieb dem katholischen Glauben treu, war aber politisch unbedeutend. Ihr Sohn hingegen setzte in seiner kurzen Regentschaft als seine politisch bedeutendste Handlung den Protestantismus als Staatsreligion durch.
Ein politisch tätiger aber weniger ehrgeiziger Bruder des Lordprotectors war Henry Seymour (1503–1578), der als sehr religiös galt und unter Elisabeth I. wegen seiner Königstreue zum Sheriff ernannt wurde. Er wurde von seinem Sohn John beerbt und hatte eine Tochter namens Jane. Eine weitere Tochter namens Elisabeth Seymour wurde die Ehefrau von Gregory Cromwell, 1. Baron Cromwell (um 1520–1551) und damit Schwiegertochter von Thomas Cromwell.

## Der erste Duke of Somerset, derProtectorund seine Nachkommen

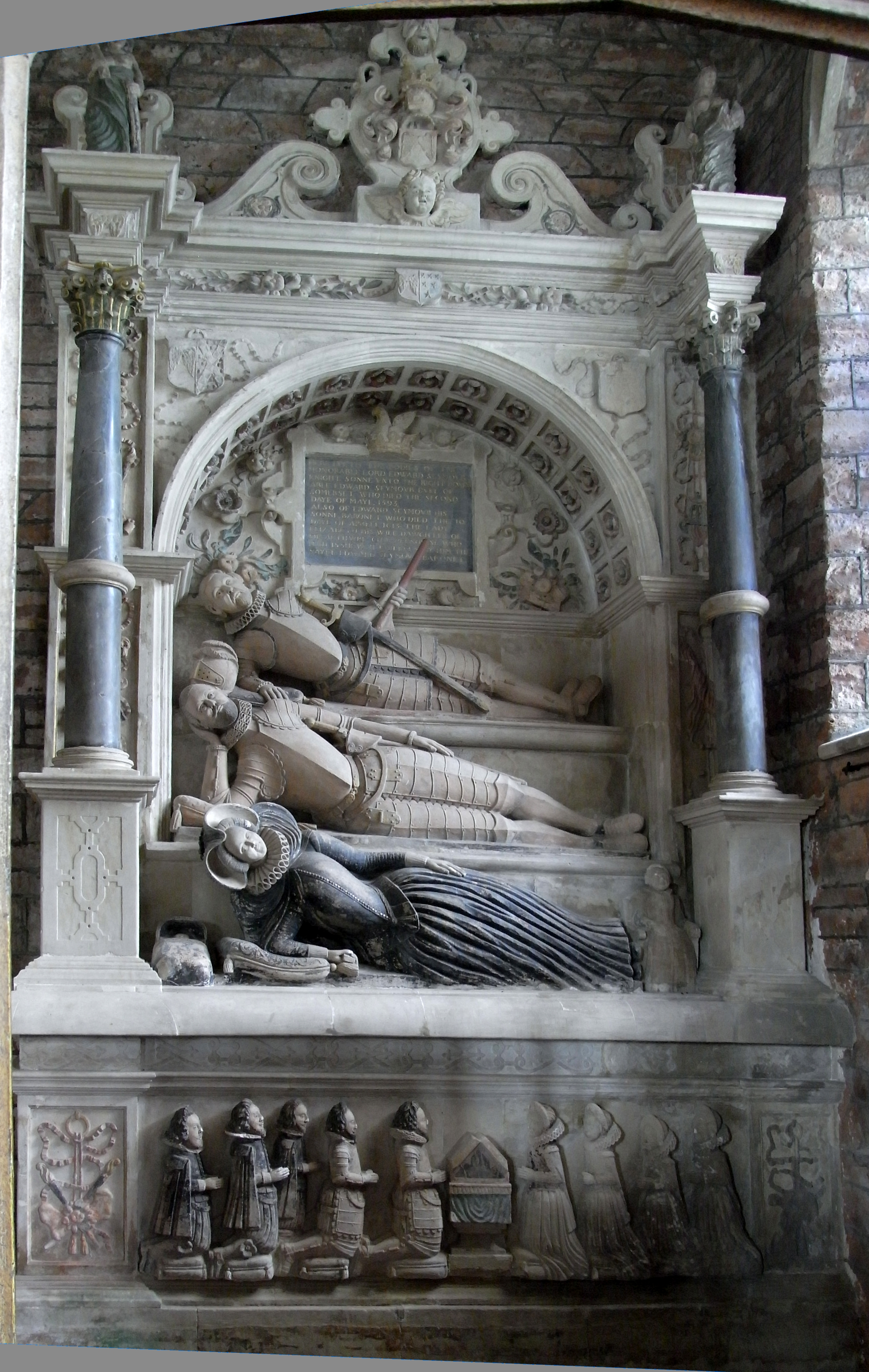
Epitaph von Lord Edward Seymour (d.1593) mit Sohn und Schwiegertochter, St. Mary’s in Berry Pomeroy

Das älteste der zehn Kinder Sir Johns war Edward Seymour, 1. Duke of Somerset, der berühmte Protector während der Unmündigkeit Edwards VI., der 1552 hingerichtet wurde. Der Protector war zweimal verheiratet. Seine Titel und Güter gingen – wahrscheinlich weil er seine erste Frau, Catherine Fillol, wegen Ehebruch 1535 verstoßen hatte – zunächst auf seine Nachkommen aus zweiter Ehe mit Anne Stanhope über.

### Die ältere Linie
Des Protectors ältester überlebender Sohn aus erster Ehe, Sir Edward Seymour († 1593), Ritter, of Berry Pomeroy, Devon, war der Vater von Sir Edward Seymour († 1613), der 1611 zum Baronet, of Berry Pomeroy, erhoben wurde. Über die nächsten sechs Generationen ging der Titel immer vom Vater auf den Sohn über, die alle Edward hießen, bis 1750 der letzte Erbe des Protectors aus zweiter Ehe ohne Erben starb. Daraufhin folgte Sir Edward Seymour, 6. Baronet, als 8. Duke of Somerset.
Der dritte Baronet, dessen Familiensitz in Berry Pomeroy entgegen älteren Berichten niemals von den Roundheads geplündert und niedergebrannt worden war, hatte einen jüngeren Bruder Henry (1612–1686), der während des Bürgerkriegs ein enger Begleiter des Thronfolgers Prinz Charles war. Er war es auch, der König Karl I. kurz vor dessen Hinrichtung die letzte Botschaft des Prinzen überbrachte. Henry Seymour blieb während des Exils im Dienst des späteren Königs und bekleidete nach der Restauration verschiedene hohe Staatsämter. 1669 kaufte er das Gut Langley in Buckinghamshire, wo er bis zu seinem Tod 1686 lebte. Sein Sohn Henry wurde 1681, im Alter von sieben Jahren, zum Baronet, of Langley, ernannt. Edward Seymour, 4. Baronet hatte am Ende des 17. Jahrhunderts seinen Wohnsitz nach Bradley House verlagert, da sich seine politischen Ambitionen auf London konzentrierten, so dass Berry Pomeroy Castle als Hauptwohnsitz der Familie aufgegeben und mutmaßlich nach 1794 abgebrochen wurde.

#### Die Politik der Seymour aus Berry Pomeroy

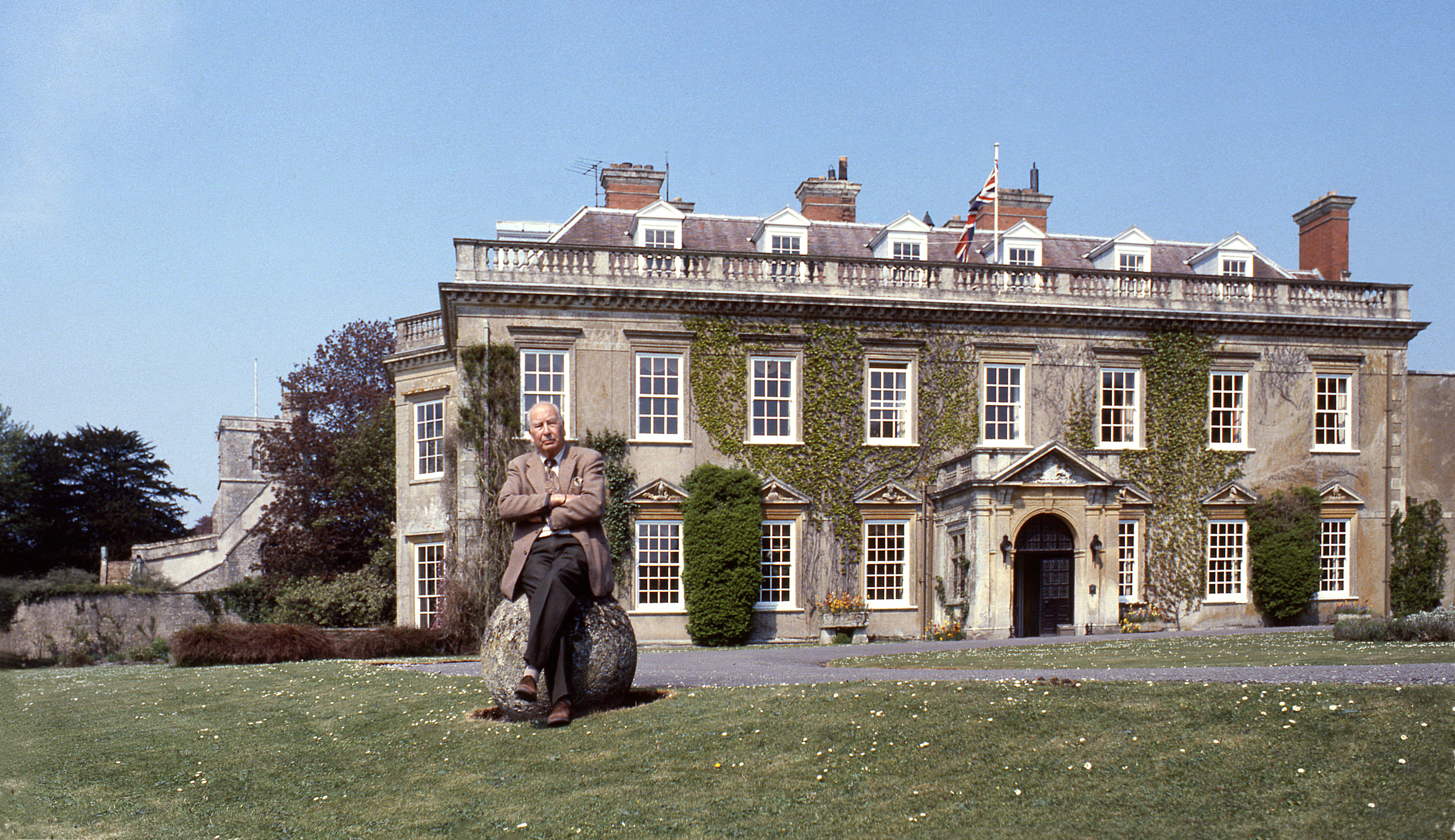
Bradley House in Maiden Bradley: Vor dem Haus Percy Seymour, 18. Duke of Somerset

Der Lordprotctor und seine Nachkommen waren politisch aktiv und stellten auch durchgehend Sheriffs oder Parlamentarier sowie auch einige bedeutende Offiziere. Sie waren durchgehend königstreu. Die chronologische und dynastische Abfolge der Herren aus der Familie Seymour über die Herrschaft Berry Pomeroy mitsamt ihren Aktivitäten gestaltet sich wie folgt:
Edward Seymour, 1. Duke of Somerset (c.1500–1552), ⚭(1) Katherine Fillol, ⚭(2) Anne Stanhope
Er erwarb am 1. Dezember 1547 die Burg und die übrigen mit der Herrschaft Berry Pomeroy verbundenen Besitztümer von Sir Thomas Pomeroy (1503–1566). Edward erlangte wegen seiner Beziehungen zu dem Hause Tudor am Hofe Heinrichs VIII. die Funktion des Lordprotector von England, dann aber wegen Hochverrates unter der Herrschaft seines Neffen Edward VI. hingerichtet und der Besitz fiel an die Krone. Der Titel des Duke of Somerset wurde der Familie Seymour aberkannt.
Sein einziger Sohn aus erster Ehe begründete die →ältere Linie und führte die Linie der Herren von Berry Pomeroy fort, die auch heute noch existiert.
Der älteste Sohn aus zweiter Ehe begründete die →jüngere Linie, die die Earls of Herford stellten. Seinen Nachfolgern gelang die Restitution des Titels des Duke of Somerset.
Lord Edward Seymour (1529–1593)⚭Margaret Walsh, Tochter und Miterbin von John Welsh of Cathanger
(Sohn aus erster Ehe)
Er war Sheriff von Devon. Sein älterer Bruder John verstarb in jener Gefangenschaft, in die er mit seinem Vater geraten war, sodass er das Erbe übernehmen konnte. Es gelang ihm durch komplizierte Verhandlungen, den Besitz des Vaters zurückzuerwerben, der Titel eines Duke of Somerset wurde nicht restituiert. Zu seiner Zeit wurde der elisabethanische Bau auf Berry Pomeroy Castle errichtet.
Sir Edward Seymour, 1. Baronet (c.1563–1613),⚭Elizabeth Champernowne, Tochter von Sir Arthur Champernowne, nahe Dartington, Devon
(Sohn des Vorgängers)
Er war Member of Parliament für Devon und zweimal Sheriff von Devon. Ihm gelang auch der Erwerb des Titels eines Baronet. Er investierte die für damalige Zeit sehr große Summe von über £20,000 in den Um- und Ausbau von Berry Pomeroy Castle, wobei auch ca. 1600 der Nordflügel entstand. Er errichtete auch nach 1613 ein Epitaph in der Kirche St. Mary’s von Berry Pomeroy Church, das die Darstellungen von ihm selbst, seiner Frau und seinem Vater beinhaltet.
Sir Edward Seymour, 2. Baronet (c.1580–1659), ⚭Dorothy Killegrew daughter of Sir Henry Killigrew of Laroch
(Sohn des Vorgängers)
Er war Member of Parliament für Penryn und Newport sowie weitere Orte. Er war Royalist im englischen Bürgerkrieg und geriet in Plymouth mit seinem Sohn in Gefangenschaft und verlor dabei seine Besitztümer, wobei eine durch Konfiszierung verursachte Zersplitterung verhindert werden konnte.
Sir Edward Seymour, 3. Baronet (1610–1688), ⚭Anne Portman (died 1695), Tochter von Sir John Portman, 1. Baronet of Orchard Portman, Somerset.
(Sohn des Vorgängers)
Er war Member of Parliament für Devon und Totnes, zudem bekleidete er die Ränge eines Deputy Lieutenant sowie Vice-Admiral von Devon. Ihm gelang der Rückerwerb der Besitztümer. 1688 empfing er Wilhelm von Oranien während seines Einmarsches für die Glorious Revolution in Berry Pomeroy kurz nach der Landung in Torbay. Nach seinem Tod wurde eine Inventarliste des Besitzes auf Berry Pomeroy Castle erstellt, seine Frau lebte dort noch bis zu ihrem Tod. 
Sir Edward Seymour, 4. Baronet (1633–1708),⚭ (1)Margaret Wale (starb vor 1674), Tochter von Sir William Wale, of North Lappenham, Rutland und Alderman of London, ⚭ (2)Laetitia Popham (starb 1738), Tochter von Sir Francis Popham von Littlecote, Wiltshire
(Sohn des Vorgängers)
Er war anfangs Member of Parliament und avancierte 1673 zum Speaker im House of Commons. Wegen seiner hauptamtlichen politischen Betätigung in London und wohl auch wegen finanzieller Schwierigkeiten zog er nach Bradley House in Maiden Bradley in Wiltshire. Berry Pomeroy Castle wurde nach 1696 teilweise abgerissen, das Material verkauft und die Anlage als Wohnsitz aufgegeben. Die Herrschaft erlosch, der Titel wurde von den Nachkommen weitergeführt.
Sein Sohn aus erster Ehe setzte die Hauptlinie der Seymours fort, sein Halbbruder Francis Seymour aus der Ehe mit Letitia Popham begründete die Linie der →Conway-Seymour (s. u.).
Sir Edward Seymour, 5. Baronet (1663–1741), ⚭Laetitia Popham (starb 1738), Tochter von Sir Francis Popham und Witwe seines Vaters aus 2. Ehe (s. o., Stiefmutter)
(Sohn des Vorgängers)
Er war ebenfalls Member of Parliament. Berry Pomeroy Castle wurde zu dieser Zeit als ruinös beschrieben, sein Wohnsitz war nicht mehr in Berry Pomeroy.
Edward Seymour, 8. Duke of Somerset, 6. Baronet (1694–1757)
(Sohn des Vorgängers)
Er erbte den Titel des Duke of Somerset von seinem entfernt verwandten Vetter nach Erlöschen von dessen jüngerer Linie im Jahre 1750. Nach dem Tode von Algernon Seymour, dessen sonstige Titel hiermit erloschen, führen die Nachfahren der Herren von Berry Pomeroy wieder den Titel der Dukes of Somerset.

### Die jüngere Linie
Der älteste Sohn des Protectors aus der zweiten Ehe, Edward Seymour (1537–1621), wurde während der Regierungszeit Queen Marys durch Parlamentsakte von der Verurteilung, die seinem Vater 1551 zuteilwurde, gelöst und 1559 zum Baron Beauchamp and Earl of Hertford ernannt. 1560 heiratete er heimlich Lady Catherine Grey, die zweite Tochter von Henry Grey, 1. Duke of Suffolk, und Schwester der Lady Jane Grey, die als Urenkelin Heinrichs VII. den englischen Thron beanspruchte. Nach Jane Greys Tod war Catherine gemäß dem Testament Heinrichs VIII. die nächste in der englischen Thronfolge. Aus diesem Grund zogen sich beide Eheleute den Unmut Königin Elisabeths zu. Sie wurden im Tower gefangengesetzt und ihre Ehe am 12. Mai 1561 annulliert und die Legitimität ihrer beiden Söhne bestritten.
Der älteste dieser Söhne, Edward Seymour (1561–1612), der ungeachtet der Legitimitätsfrage Lord Beauchamp genannt wurde, erhielt 1608 ein Patent mit der Erklärung, dass er nach dem Tode seines Vaters Earl of Hertford werden sollte. Er starb aber noch zu Lebzeiten seines Vaters und hinterließ drei Söhne, deren ältester, William, 1660 der zweite Duke of Somerset wurde. Ein anderer Sohn, Francis, wurde 1641 zum Baron Seymour of Trowbridge erhoben. Die heute noch existierenden Earl of Hertford sind Nachfahren der Familie Conway-Seymour (s. u.).
Dessen Enkel Francis Seymour, 3. Baron Seymour, wurde im Jahre 1675 der 5. Duke of Somerset. Nach dem Tod seines Neffen Algernon 1750 erlosch die jüngere Linie Seymour und der Duketitel fiel an die ältere Linie des Hauses. Sir Edward Seymour, 6. Baronet wurde der 8. Duke of Somerset und 6. Baron Seymour of Trowbridge.

## Weitere Mitglieder des Hauses Seymour
Henry Seymour (vor 1738–1805), ein Sohn von Francis Seymour (1713–1761), dem Bruder des 8. Duke of Somerset, wurde 1763 ins Parlament gewählt. Er ging 1778 nach Frankreich, nahm seinen Wohnsitz in Prunay bei Versailles und wurde der Liebhaber der Madame Dubarry. Viele der Briefe, die sie ihm schrieb, werden in Paris aufbewahrt. Henry Seymour war zweimal verheiratet. Er hinterließ neben seinen legitimen Kindern eine illegitime Tochter, Henriette Flicit, die später Sir James Doughty-Tichborne heiratete. Das Kind aus dieser Ehe war Roger Tichborne, für den sich 1871 der berühmte Hochstapler und Betrüger Arthur Orton ausgab, um in den Besitz seiner reichen Erbschaft zu kommen. Der Prozess Orton/Tichborn erregte im England des 19. Jahrhunderts großes Aufsehen.

### Nachkommen aus der Linie Seymour-Conway
Lord Hugh Seymour (1759–1801), ein jüngerer Sohn von Francis Seymour-Conway, 1. Marquess of Hertford, war ein bedeutender Marineoffizier, der vor allem unter dem Kommando Lord Howes diente. Er hatte maßgeblichen Anteil an dessen berühmter Aktion vom 1. Juni 1794, bei der er die französische Flotte bei Ouessant schlug (→ Glorious First of June).
Sein Sohn Sir George Francis Seymour (1787–1870), Admiral of the Fleet, begann seine Karriere unter Nelson. 1818 wurde er Sergeant-at-Arms im Oberhaus, was er bis 1841 blieb, als er zum Konteradmiral befördert und zum Lord der Admiralität ernannt wurde.
Sein ältester Sohn Francis George Hugh Seymour (1812–1884) folgte seinem Cousin Richard Seymour-Conway 1870 als 5. Marquess of Hertford.
Lord Hugh Seymours jüngerer Sohn Sir Horace Beauchamp Seymour war der Vater von Admiral Beauchamp Seymour, 1. Baron Alcester.
Die heute noch lebenden Earl of Hertford sind Nachkommen der Conway-Seymours, also der Baronets of Conway.

## Der irische Zweig der Seymours
Ein Zweig des Hauses Seymour, das von einem jüngeren Bruder des Protectors abstammte, soll sich während der Regierung Elisabeths I. in Irland niedergelassen haben.
Dazu gehören:
1. Rear-Admiral Sir Michael Seymour, 1. Baronet (1768–1834)
  1. Rev. Sir John Hobart Culme-Seymour, 2. Baronet (1800–1880)
    1. Vice-Admiral Sir Michael Culme-Seymour, 3. Baronet (1836–1920)
      1. Admiral Sir Michael Culme-Seymour, 4. Baronet (1867–1925)
        1. Sir Michael Culme-Seymour, 5. Baronet (1909–1999)

      2. Captain George Culme-Seymour (1878–1915)
        1. Major Mark Culme-Seymour (1910–1990)
          1. Sir Michael Culme-Seymour, 6. Baronet (* 1962)

  2. Admiral Sir Michael Seymour GCB (1802–1887)
  3. Rev. Richard Seymour (1806–1834)
    1. Admiral Sir Edward Hobart Seymour (1840–1929)